# 1060
Năm 1060  trong lịch Julius.

## Sự kiện
- Tháng 5-Lãnh đạo Norman Robert Guiscard chinh phục Taranto.
- Tháng mười-Các Quân đội Byzantine đánh bại người Norman và tiến vào Taranto.
- Hoàn thành biên soạn Tân Đường Thư, bộ sách do một nhóm các học giả dẫn đầu bởi Âu Dương Tu.
- Nhà thư pháp Trung Quốc Cai Xiang xuất bản Trà Lục.